# Association des femmes journalistes
Pour les articles homonymes, voir AFJ.
L'Association des femmes journalistes (AFJ) est une association à but non lucratif française (loi de 1901) créée en 1981 et dissoute en 2014. Elle rassemblait des femmes journalistes de tous les types de médias : presse écrite, radio, télévision, photojournalisme ou web. L'objectif de l'AFJ était double : favoriser l'accès des femmes aux postes à responsabilité dans les rédactions et aller vers plus d'égalité entre femmes et hommes dans le traitement de l'information. En 2014, elle a passé le relais au collectif Prenons la Une, qui poursuit les mêmes objectifs.

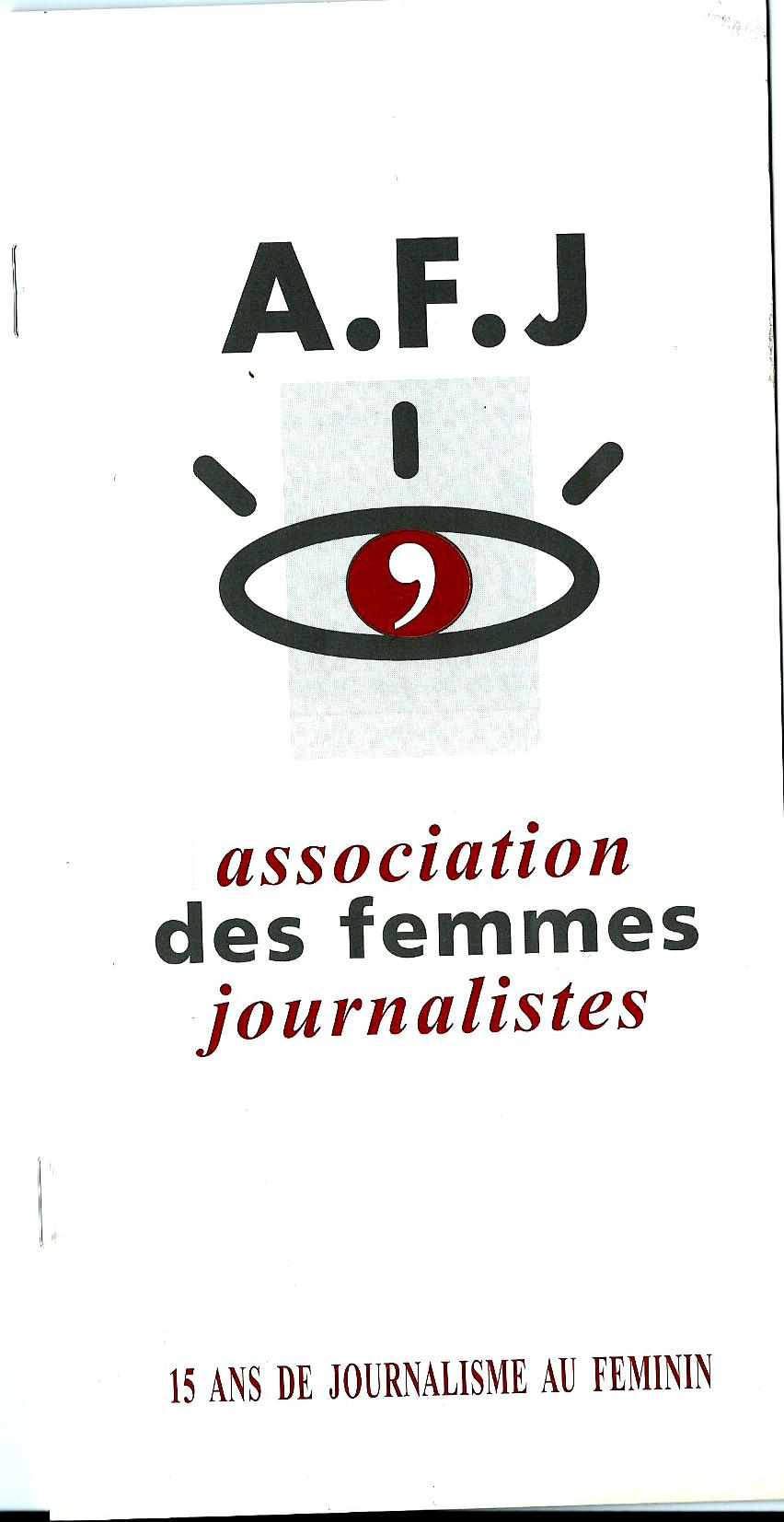
Page de garde d'une plaquette de présentation de l'Association des Femmes Journalistes à l'occasion des 15 ans de l'association.

## Historique
Pour comprendre la nécessité de cette association, il faut repenser à son contexte et à l'histoire des femmes journalistes. Les premiers journaux rédigés par des femmes (pour des femmes) n'apparaissent qu'en 1750 (ex. : le Journal des dames de Madame de Maisonneuve). Les femmes n'étaient pas admises dans les salles de rédaction. En 1930, les femmes journalistes ne représentent que 2 % de la profession. En 1960, elles sont 15 %. Cette proportion monte à 38 % en 1997. Cependant une inégale représentation est constatée avec seulement 10 % de femmes journalistes dans les provinces en 1980 et la majorité des postes précaires sont occupés par des femmes.
L'AFJ est créée en juin 1981, avec le soutien d'Yvette Roudy, la première ministre des Droits des femmes au monde. Régie par la loi 1901 sur les associations, elle s'engage « à défendre et à promouvoir la place et l'image des femmes dans les médias » et à défendre les intérêts professionnels des femmes journalistes. Elle milite ainsi pour « favoriser le rééquilibrage de la présence des femmes et de la représentation des femmes dans les médias. »
Les membres de l'AFJ sont des femmes journalistes de toutes situations (CDI, pigiste…), et de tous les médias (presse écrite, web, télévision, radio…).
Le déséquilibre entre le traitement médiatique des hommes et des femmes ainsi que le sexisme dans les médias sont donc à l'origine de la création de l'AFJ. Pour étayer ce constat, l'association a lancé la première enquête française sur la place des femmes dans les médias en 1995, en collaboration avec The Global Media Monitoring Project (en). Ce projet canadien étudie la place des femmes dans le contenu médiatique et au sein des rédactions, dans de nombreux pays du monde. Elle a été coordonnée, côté AFJ, par Monique Trancart.
En 2006, l'étude montre que les femmes n'occupent que 17 % des colonnes de la presse française, ce qui est « en dessous des moyennes mondiale et européenne (21 % dans les deux cas) : parmi les différentes régions du monde, seul le Proche-Orient fait moins bien (15 %).»
Les résultats de la dernière enquête réalisée par l'AFJ ont été publiés en 2010. Comme le dénonce l'AFJ, ils concluent à une sous représentation des femmes dans les médias : « Le monde des informations reste majoritairement (à 73 %) un monde d'hommes. » Les enquêteurs observent que « les lignes bougent, encore timidement, mais la tendance est néanmoins amorcée : ni les femmes ni les hommes ne sont plus cantonnés dans leurs rôles réputés traditionnels.» Malgré tout, les femmes sont toujours « peu sollicitées comme sources d'information et comme expertes, sont rarement porte-paroles et sont plus rarement que les hommes photographiées lorsqu'elles font l'objet d'une nouvelle, ce qui accentue encore leur invisibilité.»
Outre cette étude, qui a lieu tous les cinq ans, l'association a mis en place de nombreuses actions pour promouvoir un meilleur équilibre entre les femmes et les hommes dans les médias. De 1985 à 2008, l'association a ainsi décerné le Prix AFJ du documentaire à une réalisatrice au Festival international de films de femmes de Créteil ; en 1998 elle a lancé le Prix de la publicité la moins sexiste et le Prix Canon/AFJ de la femme photojournaliste en 2001.
Dès sa création, l'AFJ a participé à de nombreux débats. Pour son vingtième anniversaire, en 2001, une table ronde est organisée avec l'intitulé : « Sexisme et liberté d'expression, faut-il une loi ? » Alors présidente, Isabelle Germain explique que le but est « d'inciter les pouvoirs publics à réfléchir sur un texte de loi similaire à ceux de 1972 contre les propos racistes »

## Dirigeantes
La présidente de l'association est élue pour un an. Il est arrivé que l'association ait deux dirigeantes à sa tête. En trente-trois ans d'existence, l'AFJ a connu douze présidentes :
- Marie-Odile Fargier (1981 - 1982)
- Minou Azoulai (1982 - 1984)
- Florence Montreynaud (1985 - 1987)
- Katie Breen (1988 - 1989)
- Renée David (1989 - 1991)
- Monique Perrot-Lanaud (1991 - 1995)
- Virginie Barré (1995 - 1997)
- Natacha Henry (1997 - 1999)
- Isabelle Fougère (1999 - 2000)
- Isabelle Germain (2001 - 2005)
- Sonia Bressler (2004 - 2005)
- Pascale Colisson (2009 - 2014)

## Actions
Afin de changer la place des femmes dans les médias, l'AFJ participe au débat public à travers différentes actions, telles que la publication d'ouvrages, l'organisation de débats, conférences et séminaires.

### Publications
À la suite de l'enquête qu'elle a menée sur l'image et la place des femmes dans les médias en 1996, l'AFJ a publié l'ouvrage Dites le avec des femmes, le sexisme ordinaire dans les médias, écrit par Monique Trancart, Virginie Barré, Sylvie Debras et Natacha Henry, préfacé par Benoîte Groult et copublié par l'AFJ et CFD en 1999.
Voici les conclusions de l'étude : Invisibles. Sous-représentées. Stéréotypées. Est-ce ainsi que les médias traitent les femmes ? Oui, souvent.
L'association a également participé à un numéro de la revue Res Publica, intitulée « Sexisme et liberté d'expression, faut-il une loi ? », publiée en mai 2004. Publié par les PUF, ce numéro interroge l'arsenal juridique existant, nécessaire, souhaitable, ou non, pour lutter contre la discrimination des femmes par rapport aux hommes.
Les membres de l'AFJ ont également publié divers ouvrages sur le thème de la place des femmes dans la société :
- Le XXe Siècle des femmes (Nathan, 1989 ; quatre éditions augmentées, la dernière en 2001), de Florence Montreynaud, préfacé par Élisabeth Badinter.
- Chaque matin, je me lève pour changer le monde. Du MLF aux Chiennes de garde, 40 ans de féminisme (Eyrolles, 2014), de Florence Montreynaud.
- La nouvelle guerre du sexe : l'emprise du libéralisme économique sur notre sexualité (Stock, 2008), d'Elisabeth Weissman.
- Séverine, une rebelle, 1855-1929 (Éditions du Seuil, 1982), d'Evelyne Le Garrec, biographie d'une journaliste libertaire et féministe.
- Plus belle ma vie en entreprise : guide de premiers secours pour comprendre le monde professionnel (Les Carnets de l'info, 2009), de Sylvie Laidet, journaliste économique spécialiste de l'emploi.
- 18 ans, respect les filles[10] (La documentation française, 2009), d'Isabelle Fougère, Isabelle Germain et Natacha Henry. Cet ouvrage est une commande de la part du gouvernement, et notamment Valérie Létard, alors secrétaire d'État chargée de la Solidarité.
- Les filles faciles n'existent pas (Éditions Michalon, 2008), de Natacha Henry, journaliste, historienne et essayiste.
- Les mecs lourds ou le paternalisme lubrique (Robert Laffont, 2003), de Natacha Henry.
- Si elles avaient le pouvoir..., d'Isabelle Germain, journaliste et fondatrice des Nouvelles News[11].

### Événements publics
L'AFJ a organisé et participé à de nombreux événements pour défendre ses idées, en plus des prix et des publications de l'association et de ses membres.
Les débats organisés touchent à des thèmes variés. Si leur intitulé évoque souvent la place des femmes et de leurs droits, ils sont parfois plus larges. En 1982, par exemple, l'association propose un débat sur « syndicats et féminisme » et un autre sur le remboursement de l'avortement. L'année suivante, ce sont « les femmes dans la presse et le statut des pigistes » qui est débattu, ainsi que la possibilité d'une « loi anti-sexiste ». En 1984, l'AFJ s'interroge sur « la France de gauche à l'heure des beurs » et sur « les nouvelles technologies ». Autres débats : « Ils divorcent mais veulent rester pères » (1985), « Les femmes et les hommes : égalité et/ou différence... » (1986), « Qui traduit les livres ? » (1988), « La sexualité payante est-elle un des droits de l'homme ? » (1997).
L'AFJ a également participé à un certain nombre d'événements, nationaux ou internationaux. Parmi ceux-ci, le Congrès mondial des femmes pour une planète en bonne santé à Miami (1991), un symposium de l'Unesco Femmes et médias (Toronto, 1995), le Congrès de l'union professionnelle féminine (Toulon, 1995) ou encore un séminaire intitulé Femmes et prise de décision. L'association a également organisé un atelier sur « la place et l'image des femmes dans les médias » au cours d'un stage de Radio France internationale (RFI), à Dakar, en 1994.

### Une ouverture sur l'international
L'AFJ a toujours compté parmi ses membres des correspondantes de médias étrangers. En 1995, elle accorde le statut de membre d'honneur à l'écrivaine féministre Taslima Nasreen, persécutée dans son pays, le Bengladesh.
Plusieurs adhérentes couvrent les conférences mondiales des Nations unies, comme le Sommet de la Terre à Rio de Janeiro sur l'environnement et le développement en 1992, la Conférence du Caire sur la population en 1994, la Conférence Habitat à Istanbul en 1995, et, surtout, deux conférences majeures sur les femmes : celle de Nairobi en 1985 et celle de Pékin en 1995.
En 1993, au Festival de films de femmes de Créteil, Monique Perrot-Lanaud, alors présidente, organise avec l'association Femmes & Changements « Rio-Créteil-Pékin », une section parallèle de vingt films sur l'environnement et le développement.

## Les prix de l'AFJ

### Prix Canon/AFJ de la femme photojournaliste
En 2001, Isabelle Fougère, Brigitte Huard et Lizzie Sadin lancent le Prix Canon de la femme photojournalisme, en partenariat avec la marque de matériel photo Canon Inc et la société Images Evidence, qui organise chaque année le festival Visa pour l'image, à Perpignan.
L'association a organisé cette compétition avec le soutien du Figaro Magazine jusqu'en 2014. Celle-ci est aujourd'hui organisée en partenariat avec le magazine Elle.
Lauréates :
- Magali Delporte, pour Jeux d'ombres, le sport sans la vue (2001)
- Sophia Evans, pour L'argent sale du pétrole (2002)
- Ami Vitale, pour Cachemir, un paradis troublé (2003)
- Kristen Hashburn, pour Le sida et la foi au Zimbabwe (2004)
- Claudia Guadarrama, pour Borderline (2005)
- Véronique de Viguerie, pour Afghanistan Insh'Allah (2006)
- Axelle de Russé, pour Chine, le retour des concubines (2007)
- Brenda Ann Kenneally, pour Upstate Girls, Ce qu'il advint de Collar City (2008)
- Justyna Mielnikiewicz, pour Souffrance partagée, lignes divisées (2009)
- Martina Bacigalupo, pour Je m'appelle Filda Aloche (2010)
- Ilvy Njokiktjien, pour Sang Afrikaner : la génération née libre (2011)
- Sarah Caron, pour Femmes pachtounes : des êtres de second rang (2012)
- Mary F. Calvert, pour The war within (2013)

### Prix de la publicité
En 1998, Isabelle Germain lance le prix de la publicité, décerné tous les ans jusqu'en 2005. Il « récompense une publicité paru dans les journaux présentant les femmes ou les rapports entre hommes et femmes d'une manière non sexiste et valorisante pour les uns comme pour les autres »
Catherine Trautmann, ministre de la Culture et de la Communication, a déclaré lors de la remise du prix de 1999. À cette occasion, elle a déclaré : « L'association des femmes journalistes fait doublement preuve d'intelligence : elle rappelle à tous, avec humour, que le sexisme est une tendance encore trop souvent naturelle dans les rapports sociaux, mais elle met dans le même temps en lumière que tout cela ne relève pas de la fatalité et qu'il existe d'autres évidences à faire valoir. »
En 2001, le prix n'a pas été décerné.
Des entreprises de divers secteurs mais aussi des organismes publics ont été récompensés, à l'image de Sida Info Service (1999), The link (2000), Vinci (2002), IBM (2004) et Columbia Sporstwear Company (2005).

### Prix AFJ du documentaire au Festival international de films de femmes
À partir de 1985, l'AFJ participe au Festival international de films de femmes de Créteil, créé en 1979, un des plus importants de France par sa fréquentation. L'association y décernait un prix spécifique à un documentaire. En 2006, le prix change de nom et devient prix ACRIF-Docs Lycéens.
De nombreux films ont été récompensés :
- Scrubbers, de Mai Zetterling (1985)
- Un peu toi, un peu moi, de Lívia Gyarmathy (1986)
- Histoire à suivre, de Diane Beaudry (1987)
- C'est quand même pas la lune, de Mari-Carmen de Lara (1987)
- Dirigenterna (elles sont chef(e)s d'orchestre), de Christina Olofson (1987)
- Classified people, de Yolande Zauberman (1988)
- Hell to pay, de Alexandra Anderson et Anne Cottringer (1989)
- Kolybel (le berceau), de Raissa Yernazarova (1990)
- Le temps enfermé, de Sibylle Shönemann (1991)
- Transit Levantkade, de Rosemarie Blank (1992)
- Comme une guerre, de Deepa Dhanraj (1993)
- Dream girls, de Jano Williams (1994)
- Dorothea Lange, a visual life, de Meg Partridge (1995)
- Wiz, de Agnès Poirier (1996)
- Capitain Pedro and the three wishes, de Claudia Nye (1997)
- Sexing the label, de Anna Broinowski (1998)
- Histoire d'une transmission, de Marie-Hélène Rebois (1999)
- Shadow boxers, de Katia Bankowski (2000)
- Stollen generation, de Darlene Johnson (2001)
- Astrid Hadad, la môme Tequila, de Aurélie Sémichon et Pierre Favre (2002)
- The day I will never forget, de Kim Longinotto (2003)
- Don't worry it will probably pass, de Cecilia Neant-Falk (2004)
- Prostitution behind the veil, de Nahid Persson Sarvestani (en) (2005)
- Oyun, de Pelin Esmer (2006)
- Enemies of happiness, de Eva Mulvad et Anja Al-Erhayem (2007)
- A côté, de Stéphane Mercurio (2008)

### Prix de la presse écrite
Le prix AFJ de la presse a été créé en 1990 pour récompenser l'auteur du meilleur article sur l'évolution du statut et de la place de la femme dans la société. Annick Cojean, qui recevra quelques années plus tard le prix Albert-Londres fait partie des lauréates pour « Les humiliées du Guilvinec » (1993). Le prix a également été attribué à Elisabeth Schemla pour son article « Dieu est-il misogyne ? » (1990), à Dominique Sigaud pour son enquête « Tutsies et Hutues : elles reconstruisent ensemble le Rwanda en ruine » (1996) ou encore à Dalila Kerchouche pour « Un voile pour l'olympisme » (1995).

### Prix Séverine
Le prix AFJ du livre, dit prix Séverine, a été créé en 1994 par Florence Montreynaud et décerné jusqu'en 2000. Il a couronné en :
- 1994, Irène Théry pour Le Démariage  (éd. Odile Jacob)
- 1995, Zakya Daoud pour Féminisme et politique au Maghreb (Maisonneuve), mention à Taslima Nasreen pour Femmes, manifestez-vous! (Des femmes)
- 1996, Jane Jenson et Mariette Sineau pour Mitterrand et les Françaises, un rendez-vous manqué (Presses de Sciences-Po)
- 1997, Nathalie Heinich pour États de femme, l'Identité féminine dans la fiction occidentale  (Gallimard)
- 1998, Yvonne Knibiehler pour La Révolution maternelle depuis 1945, Femmes, maternité, citoyenneté (Perrin)
- 1999, Gisèle Pineau et Marie Abraham pour Femmes des Antilles, Traces et voix (Stock)
- 2000, Christa Wichterich pour La Femme mondialisée, traduit de l'allemand par Olivier Mannoni (Actes Sud)

## Dissolution et transmission
En 2014, l'assemblée générale de l'association a décidé de sa dissolution. Elle a passé le relais au collectif Prenons la une, qui rassemblait à sa création 25 journalistes issues de médias divers. Elles ont publié un manifeste dans Libération, le 3 mars 2014 : Nous, femmes journalistes, dénonçons la trop grande invisibilité des femmes dans les médias. (…) Nous ne supportons plus les clichés sexistes qui s'étalent sur les unes. (…) Nous refusons que persistent ces inégalités professionnelles entre les femmes et les hommes au sein des rédactions.
En 2014, Bérénice Orain a choisi l'AFJ comme sujet de son mémoire de master 2 d'histoire à l'université Rennes 2.
Les archives de l'AFJ ont été déposées au Centre des Archives du Féminisme (BU Angers) en 2002.